# Moviment M62
El moviment M62 (francès: Mouvement M62), conegut oficialment com a "M62: Unió Sagrada per a la Salvaguarda de la Sobirania i la Dignitat del Poble" (francès: M62 : Union sacrée pour la sauvegarde de la souveraineté et de la dignité du peuple), és un moviment polític sobiranista del Níger. Quinze organitzacions de la societat civil van coordinar-se en el Moviment M62 com a reacció contra la presència de l'exèrcit francès durant l'Operació Barkhana en curs. El grup s'identifica com antiimperialista i antifrancès, i és conegut per la seva russofília.
El grup s'oposa a la intervenció francesa caracteritzant-la com una ambició imperialista. També han estat al costat de la junta militar durant el cop d'estat del 2023 i la crisi posterior.

## Història
Va ser establert el 4 de juliol de 2022 aglutinant diverses organitzacions, sindicats i comitès populars, com a resposta a la manca de seguretat, als elevats nivells d'inflació i per la conquesta de la sobirania plena, amb l'objectiu d'oposar-se a "presència militar francesa al Níger" fruit de l'operació Barkhana, que el grup percep com una invasió camuflada.
El M62, que deu el seu nom al 62è aniversari de la independència, ha estat capaç d'organitzar nombroses mobilitzacions massives utilitzant eslògans com "França és un Estat nazi!", "L'exèrcit colonial (Barkhane) ha de marxar", i "Fora l'exèrcit colonial francès", en les quals era habitual la presència de banderes russes o el símbol rus Z amb relació a la invasió d'Ucraïna.
El líder de l'M62, Abdoulaye Seydou, ha negat qualsevol vincle amb el govern rus, afirmant que "Lluitem per la sobirania del Níger, així que no estem amb cap soci estranger", i va dir que els organitzadors de la protesta van confiscar les banderes russes portades per manifestants. En una entrevista a The Irish Times, va descriure Thomas Sankara com un "ídol" per la seva oposició al neocolonialisme. Seydou va ser arrestat pel govern de Mohamed Bazoum només un dia després de l'entrevista.
Durant el cop d'estat nigerià de 2023 contra Bazoum, el grup va marxar en suport del cop. En una marxa a petició d'Abdourahmane Tchiani, milers de nigerins partidaris del cop d'estat es van concentrar a la plaça de la Concertació de Niamey, davant de l' Assemblea Nacional, i es van dirigir a l'ambaixada francesa portant banderes nigerines i russes. Durant la marxa es van tancar les entrades a les ambaixades francesa i nord-americana. Els murs i les portes de l'ambaixada francesa van ser incendiats i danyats, mentre que els soldats nigerins i el general Salifou Modi van pressionar la multitud a dispersar-se pacíficament.
Set mesos després del seu empresonament, el líder del M62 va ser alliberat pels colpistes.

## Vegeu més
- Cop d'estat al Níger de 2023
- Crisi del Níger del 2023